# Vlag van Gieterveen

Vlag van Gieterveen

De vlag van Gieterveen is de dorpsvlag van het Nederlandse dorp Gieterveen, in de Drentse gemeente Aa en Hunze. De vlag werd op 1 augustus 2017 in gebruik genomen en was het winnende ontwerp tijdens een ontwerpwedstrijd. De betekenis van de vlag is als volgt:
De onderste baan van de vlag is voor de ontginning van het veen, de middelste baan de skyline van het dorp en de bovenste baan is na de ontginning.
De dorpsvlag is ontworpen door Tinus Everts.
Anloo
· Annen
· Annerveenschekanaal
· Dalen
· De Groeve
· Een
· Eext
· Eexterveen
· Eexterveenschekanaal
· Elim
· Gasselternijveen
· Gasteren
· Gieten
· Gieterveen
· Grolloo
· Hollandscheveld
· Nieuw-Weerdinge
· Noordscheschut
· Schoonoord
· Tiendeveen
· Uffelte
· Wapse
· Witteveen
· Yde-De Punt
· Zorgvlied